# 花瀬あさみ
花瀬 あさみ（はなせ あさみ、11月18日 - ）は、日本の女性声優。兵庫県伊丹市出身。ワイスプロダクション所属、NPOメダカのコタロー劇団団長。旧芸名は原 愛紗実（はら あさみ）。

## 略歴
鶴ひろみの出演作品がきっかけでアニメが好きになり、職業としての声優を知った。小さい頃は母と『それいけ!アンパンマン』のドキンちゃんや『GS美神』の美神令子の声真似をしていたという。
声優になる前は美容学校を経て、美容師をしていた。
東京声優プロデュース大阪校在籍時に、Webテレビ声優Fightersの総合MCをしている。
2019年7月1日より、芸名を原愛紗実から花瀬あさみに変更。所属するワイスプロダクションの「アニメ声優Unit メダカのコタロー劇団」や「思いやりの心と環境を守る こども絵本劇場」の公演の多くに参加しており、子供と触れ合う機会が多かったことで、優しいイメージの「花」の文字を入れたものである。

## 人物
趣味は、舞台や映画鑑賞、旅行、料理、帽子集めであり。特技は、チューバ演奏、リコーダー、ピアノ、モノマネである。
祖母は美容師。三人きょうだいで、2人の弟がいる。

## 出演
太字はメインキャラクター。

### テレビアニメ
2010年代
- うしおととら（2015年、クラスメイトC、クラスメイトD、バーガーショップ店員）
- だがしかし（2016年 - 2018年、水着ギャル、ラムネ娘、おばあさん、玉井たまこ、中野 他） - 2シリーズ
- アイドル事変（2017年、三平）

2020年代
- バック・アロウ（2021年、ケイ・スイイツ、ジェイ）
- 女神寮の寮母くん。（2021年、星間女子大生1、女子生徒、母親、オカルト部員A、道場の子供達 他）
- 青の祓魔師 シリーズ（2024年 - 2025年、生徒、つきこの母、水精、巻子・リンカーン、女子生徒） - 3シリーズ
- HIGH CARD（2024年、修道女）

### Webアニメ
- ルールを決めた日（2015年、ショウセイ[2]）　※神戸市消費者啓発用アニメーション

### ゲーム
- ビーナスイレブンびびっど!（2016年、母天かすみ[32]、隠いたる[33]、天田ゆいこ[34]、箱庭けいか[35]）
- Q&Qアンサーズ（2019年、イソップ物語〈北風と太陽〉北風）
- 偽りのアリス（2020年、カーミラ[36]、 シェヘラザード、クリス）
- 東方電幻景（2022年、修普[37]）

### ドラマCD
- 落語CDドラマ〜三つの愛〜（2013年）
  - ねずみ（旅人）
  - 幾代餅（禿）
- ハーフタイムドラマCD クリスマスストーリー スノーファンタジー（2014年）
  - クリスマス・キャロル〜聖夜の奇蹟〜（ジェーン）
  - くるみ割り人形〜絆、時空を超えて〜（雪の妖精）

### 吹き替え

#### 映画
- マンディ 地獄のロード・ウォリアー（2019年、シスタールーシー〈ライン・ピレ（オランダ語版）〉）
- デジャブ（朝鮮語版）（2019年、ジェイ、精神科医）
- ジュラシック・ベイビー（2019年、キャリー）
- ボーダーライン:ソマリア・ウォー（英語版）（2019年、アサド）
- バニシング '72（英語版）（2020年、モリー・マーフィー〈レイチェル・テイラー〉）

#### ドラマ
- 18・29〜妻が突然18才!?（2011年、ミア）
- マイ・ヒーリング・ラブ〜あした輝く私へ〜（朝鮮語版）（2020年、チェ・イユ）

#### アニメ
- コマンダー・クラーク（フランス語版）（2018年、キティ）
- トレインズ -TRAINS-（2018年、ベラ）
- 「仙女さまと白茶」〜タイム山の妖精たち〜（2019年、仙女さま）
- ディリリとパリの時間旅行（2019年）
- アニマルズ!危機一髪（2020年、ザカ）
- バブル バス ベイ（2023年、ストーミー）

### ラジオ
- 青春ラジメニア（ラジオ関西）コーナーパーソナリティ
- 我ら 美少年新撰組!〜アニメ声優ユニット見参!〜（ラジオ関西）レギュラー

### ウェブ番組
- びびび通信R（2019年、ニコニコ生放送・YouTube Live）平澤慧美との交代制MC

### 舞台
- 「アニメ声優Unit メダカのコタロー劇団」各種公演
- 「思いやりの心と環境を守る こども絵本劇場」各種公演
- スペイン酒場BARCOTAスパニッシュショー「エル・ファスシナンテ」毎週3回公演

### CM
- 大阪土産「ふわんとろん」全シリーズ - ふわん 役
- 大阪たこ焼きくるくるあっちっちフルーツケーキ - 歌

### シリーズ一覧
1. ↑  第1期（2016年）、第2期『2』（2018年）
2. ↑  第3期『島根啓明結社篇』（2024年）、第4期『雪ノ果篇』（2024年）、第4期『終夜篇』（2025年）